# Charles de Biancour
Pour les articles homonymes, voir Biancour.
Charles de Biancour est un homme politique français né le 11 juillet 1762 à Tranquebar (Inde) et mort le 31 mai 1837 à Montfort-l'Amaury.
Maire de Montfort-l'Amaury en 1815, il est chargé de l'approvisionnement des troupes étrangères stationnées en Île-de-France. Conseiller d'arrondissement, il est député de Seine-et-Oise de 1821 à 1827, siégeant à droite et soutenant les gouvernements de la Restauration.

## Sources
- « Charles de Biancour », dans Adolphe Robert et Gaston Cougny, Dictionnaire des parlementaires français, Edgar Bourloton, 1889-1891 [détail de l’édition]